# Société régionale de transport de Béja
La Société régionale de transport de Béja (arabe : الشركة الجهوية للنقل بباجة) ou SRT Béja est une entreprise publique tunisienne dont l'activité est d'assurer le transport de voyageurs par autobus dans la région du gouvernorat de Béja.
Elle assure la liaison entre ces régions et d'autres gouvernorats du pays par le biais de lignes quotidiennes régulières.

## Historique
Le 28 janvier 2019, le PDG Taoufik Gharbi est limogé à la suite d'une affaire de corruption touchant un cadre de la société.
Le 19 avril de la même année, les lignes sont suspendues en raison de l'épuisement du stock de carburant liés à des problèmes budgétaires et à l'absence d'un PDG.
En novembre 2020, Chams Eddine Toumi est nommé à la tête de la société.
En avril 2021, la direction annonce avoir acheté vingt nouveaux bus pour une valeur de 4,8 millions de dinars.

## Chiffres
Au 31 mars 2021, la direction annonce une baisse des revenus d'exploitation. Ils sont ainsi de 5,544 millions de dinars pour l'année 2020 contre 6,379 millions de dinars pour l'année 2016.